# Rallye Griechenland 2025
Die 69. Rallye Griechenland (offiziell EKO Acropolis Rally Greece 2025) war der 7. Lauf zur FIA-Rallye-Weltmeisterschaft 2025. Sie dauerte vom 26. bis zum 29. Juni 2025 und es wurden insgesamt 17 Wertungsprüfungen (WP) gefahren.

## Bericht
Das Team Hyundai konnte in dieser Saison den ersten Sieg einfahren in Griechenland. Auf dem schwierigen, steinigen Untergrund und großer Hitze gewann Ott Tänak die Rallye. Wegen der hohen Außentemperaturen erreichten die Innenraumtemperaturen der Autos bis gegen 70 °C. Tänak war einer der wenigen Fahrer, der die 17 Wertungsprüfungen (WP) ohne Reifenschaden durchfahren konnte. Bereits am Freitag zeichnete sich ein Duell Tänak gegen Sébastien Ogier (Toyota) ab. In der sechsten WP übernahm Tänak von Ogier die Führung in der Gesamtwertung. Adrien Fourmaux (Hyundai) lag zeitweise vor Ogier, rutsche in der zehnten WP aber von der Straße und beschädigte die Hinterradaufhängung, was ihm mindestens eine Minute Zeitverlust einbrachte. Am Samstag gewann Tänak fünf der sechs zu fahrenden WP und er lag mit über 43 Sekunden vor Ogier. Am Sonntag sicherte sich Tänak den Sieg, obwohl er mit Getriebeproblemen zu kämpfen hatte.
Der Führende in der Fahrer-Weltmeisterschaft Elfyn Evans musste am Freitag als erster auf die Strecke und hatte deshalb die schlechtesten Bedienungen. Mehr als der vierte Platz lag nicht drin für den Toyota-Piloten.
Bereits in der dritten WP hatte Thierry Neuville (Hyundai) zwei Reifenschäden. Später kamen Probleme mit der Federung des Autos dazu und am Sonntag wollte der Motor nicht mehr so richtig Leistung geben.
Nicht besser erging es Kalle Rovanperä (Toyota). Nach zwei platten Reifen, einem Ausrutscher und einem Antriebwellenproblem musste sich der zweifache Weltmeister mit dem 27. Rang zufriedengeben.

## Meldeliste
| Nr.                  | Fahrer             | Co-Pilot                   | Auto                   |
| -------------------- | ------------------ | -------------------------- | ---------------------- |
| WRC-Klasse (Rally1)  |                    |                            |                        |
| 1                    | Thierry Neuville   | Martijn Wydaeghe           | Hyundai i20 N Rally1   |
| 5                    | Sami Pajari        | Marko Salminen             | Toyota GR Yaris Rally1 |
| 8                    | Ott Tänak          | Martin Järveoja            | Hyundai i20 N Rally1   |
| 9                    | Jourdan Serderidis | Frédéric Miclotte          | Ford Puma Rally1       |
| 13                   | Grégoire Munster   | Louis Louka                | Ford Puma Rally1       |
| 16                   | Adrien Fourmaux    | Alexandre Coria            | Hyundai i20 N Rally1   |
| 17                   | Sébastien Ogier    | Vincent Landais            | Toyota GR Yaris Rally1 |
| 18                   | Takamoto Katsuta   | Aaron Johnston             | Toyota GR Yaris Rally1 |
| 22                   | Mārtiņš Sesks      | Renārs Francis             | Ford Puma Rally1       |
| 33                   | Elfyn Evans        | Scott Martin               | Toyota GR Yaris Rally1 |
| 55                   | Josh McErlean      | Eoin Treacy                | Ford Puma Rally1       |
| 69                   | Kalle Rovanperä    | Jonne Halttunen            | Toyota GR Yaris Rally1 |
| WRC2-Klasse (Rally2) |                    |                            |                        |
| Nr.                  | Fahrer             | Co-Pilot                   | Auto                   |
| 20                   | Yohan Rossel       | Arnaud Dunand              | Citroën C3 Rally2      |
| 21                   | Oliver Solberg     | Elliott Edmondson          | Toyota GR Yaris Rally2 |
| 23                   | Gus Greensmith     | Jonas Andersson            | Škoda Fabia RS Rally2  |
| 24                   | Jan Solans         | Rodrigo Sanjuan de Eusebio | Toyota GR Yaris Rally2 |
| 27                   | Roberto Daprà      | Luca Guglielmetti          | Škoda Fabia RS Rally2  |
| 28                   | Léo Rossel         | Guillaume Mercoiret        | Citroën C3 Rally2      |
| 30                   | Mikko Heikkilä     | Kristian Temonen           | Škoda Fabia RS Rally2  |

Anmerkung: Insgesamt haben sich 67 Fahrzeuge in verschiedenen Klassen eingeschrieben.

## Klassifikationen

### WRC Rally1
| Position     | Position     | Nr. | Fahrer             | Co-Pilot          | Auto                   | Zeit      | Rückstand | Punkte | Punkte  | Punkte     | Punkte |
| Rally1       | Gesamt       | Nr. | Fahrer             | Co-Pilot          | Auto                   | Zeit      | Rückstand | Gesamt | Sonntag | Powerstage | Total  |
| ------------ | ------------ | --- | ------------------ | ----------------- | ---------------------- | --------- | --------- | ------ | ------- | ---------- | ------ |
| 1            | 1            | 8   | Ott Tänak          | Martin Järveoja   | Hyundai i20 N Rally1   | 4:12:20.1 |           | 25     | 4       | 1          | 30     |
| 2            | 2            | 17  | Sébastien Ogier    | Vincent Landais   | Toyota GR Yaris Rally1 | 4:12:52.9 | 0:00:32.8 | 17     | 5       | 5          | 28     |
| 3            | 3            | 16  | Adrien Fourmaux    | Alexandre Coria   | Hyundai i20 N Rally1   | 4:15:29.9 | 0:03:09.8 | 15     | 2       | 0          | 17     |
| 4            | 4            | 33  | Elfyn Evans        | Scott Martin      | Toyota GR Yaris Rally1 | 4:15:51.2 | 0:03:31.1 | 12     | 3       | 2          | 17     |
| 5            | 5            | 1   | Thierry Neuville   | Martijn Wydaeghe  | Hyundai i20 N Rally1   | 4:21:19.6 | 0:08:59.5 | 10     | 0       | 3          | 13     |
| 12           | 6            | 55  | Josh McErlean      | Eoin Treacy       | Ford Puma Rally1       | 4:29:06.2 | 0:16:46.1 | 0      | 0       | 0          | 0      |
| 15           | 7            | 22  | Mārtiņš Sesks      | Renārs Francis    | Ford Puma Rally1       | 4:31:20.1 | 0:19:00.0 | 0      | 0       | 0          | 0      |
| 26           | 8            | 69  | Kalle Rovanperä    | Jonne Halttunen   | Toyota GR Yaris Rally1 | 4:51:29.0 | 0:39:08.9 | 0      | 0       | 4          | 4      |
| 30           | 9            | 18  | Takamoto Katsuta   | Aaron Johnston    | Toyota GR Yaris Rally1 | 4:56:29.2 | 0:44:09.1 | 0      | 0       | 0          | 0      |
| 46           | 10           | 5   | Sami Pajari        | Marko Salminen    | Toyota GR Yaris Rally1 | 5:34:41.1 | 1:22:21.0 | 0      | 1       | 0          | 1      |
| Ausfall WP14 | Ausfall WP14 | 13  | Grégoire Munster   | Louis Louka       | Ford Puma Rally1       | Defekt    | Defekt    | 0      | 0       | 0          | 0      |
| Ausfall WP10 | Ausfall WP10 | 9   | Jourdan Serderidis | Frédéric Miclotte | Ford Puma Rally1       | Defekt    | Defekt    | 0      | 0       | 0          | 0      |

### WRC2 Rally2
| Pos. | Nr. | Fahrer         | Co-Pilot          | Auto                   | Zeit      | Rückstand | Punkte |
| ---- | --- | -------------- | ----------------- | ---------------------- | --------- | --------- | ------ |
| 1    | 21  | Oliver Solberg | Elliott Edmondson | Toyota GR Yaris Rally2 | 4:22:54.8 |           | 25     |
| 2    | 23  | Gus Greensmith | Jonas Andersson   | Škoda Fabia RS Rally2  | 4:23:48.6 | 0:53.8    | 17     |
| 3    | 20  | Yohan Rossel   | Arnaud Dunand     | Citroën C3 Rally2      | 4:24:03.8 | 1:09.0    | 15     |

Anmerkung: Insgesamt haben sich 49 Fahrzeuge von 67 gestarteten klassiert.

## Wertungsprüfungen
| Datum    | Start         | Nr.  | WP                                 | Länge                              | Gewinner                                                                              | Zeit                                    | Leader           |
| -------- | ------------- | ---- | ---------------------------------- | ---------------------------------- | ------------------------------------------------------------------------------------- | --------------------------------------- | ---------------- |
| 26. Juni | 08:01         | —    | Lamia (Shakedown)                  | 3,62 km                            | Takamoto Katsuta                                                                      | 02:37.9                                 |                  |
| 26. Juni | 18:05         | WP1  | EKO Athens                         | 1,50 km                            | Ott Tänak                                                                             | 01:18.1                                 | Ott Tänak        |
| 27. Juni | 07:28         | WP2  | Aghii Theodori 1                   | 26,76 km                           | Sébastien Ogier                                                                       | 19:00.1                                 | Sébastien Ogier  |
| 27. Juni | 08:31         | WP3  | Loutraki                           | 12,90 km                           | Adrien Fourmaux                                                                       | 09:08.7                                 | Thierry Neuville |
| 27. Juni | 10:28         | WP4  | Aghii Theodori 2                   | 26,76 km                           | Sébastien Ogier                                                                       | 18:31.5                                 | Sébastien Ogier  |
| 27. Juni | 11:46 – 12:06 |      | Remote Service, Loutraki (20 Min.) | Remote Service, Loutraki (20 Min.) | Remote Service, Loutraki (20 Min.)                                                    | Remote Service, Loutraki (20 Min.)      | Sébastien Ogier  |
| 27. Juni | 14:29         | WP5  | Thiva                              | 19,58 km                           | Adrien Fourmaux                                                                       | 13:24.4                                 | Sébastien Ogier  |
| 27. Juni | 16:50         | WP6  | Stiri                              | 24,18 km                           | Adrien Fourmaux                                                                       | 15:03.9                                 | Ott Tänak        |
| 27. Juni | 19:31         | WP7  | Elatia                             | 11,58 km                           | Thierry Neuville                                                                      | 08:15.3                                 | Ott Tänak        |
| 27. Juni | 20:53 – 21:38 |      | Flexi Service A, Lamia (45 Min,)   | Flexi Service A, Lamia (45 Min,)   | Flexi Service A, Lamia (45 Min,)                                                      | Flexi Service A, Lamia (45 Min,)        | Ott Tänak        |
| 28. Juni | 08:22         | WP8  | Pavliani 1                         | 24,58 km                           | Ott Tänak                                                                             | 19:34.1                                 | Ott Tänak        |
| 28. Juni | 10:05         | WP9  | Karoutes 1                         | 19,48 km                           | Ott Tänak                                                                             | 12:14.6                                 | Ott Tänak        |
| 28. Juni | 11:32         | WP10 | Inohori 1                          | 17,66 km                           | Sébastien Ogier                                                                       | 14:16.4                                 | Ott Tänak        |
| 28. Juni | 13:32 – 14:12 |      | Service B, Lamia (40 Min.)         | Service B, Lamia (40 Min.)         | Service B, Lamia (40 Min.)                                                            | Service B, Lamia (40 Min.)              | Ott Tänak        |
| 28. Juni | 15:22         | WP11 | Pavliani 2                         | 24,58 km                           | Ott Tänak                                                                             | 19:16.9                                 | Ott Tänak        |
| 28. Juni | 17:05         | WP12 | Karoutes 2                         | 19,48 km                           | Ott Tänak                                                                             | 12:02.2                                 | Ott Tänak        |
| 28. Juni | 18:32         | WP13 | Inohori 2                          | 17,66 km                           | Ott Tänak                                                                             | 14:00.0                                 | Ott Tänak        |
| 28. Juni | 20:02 – 20:47 |      | Flexi Service C, Lamia (45 Min.)   | Flexi Service C, Lamia (45 Min.)   | Flexi Service C, Lamia (45 Min.)                                                      | Flexi Service C, Lamia (45 Min.)        | Ott Tänak        |
| 29. Juni | 08:03         | WP14 | Smokovo 1                          | 26,16 km                           | Ott Tänak                                                                             | 21.05.2                                 | Ott Tänak        |
| 29. Juni | 09:05         | WP15 | Tarzan 1                           | 23,37 km                           | Ott Tänak                                                                             | 16:52.7                                 | Ott Tänak        |
| 29. Juni | 11:09 – 11:24 |      | Service D, Lamia (15 Min.)         | Service D, Lamia (15 Min.)         | Service D, Lamia (15 Min.)                                                            | Service D, Lamia (15 Min.)              | Ott Tänak        |
| 29. Juni | 12:32         | WP16 | Smokovo 2                          | 26,16 km                           | Sébastien Ogier                                                                       | 20:58.8                                 | Ott Tänak        |
| 29. Juni | 14:15         | WP17 | Tarzan 2 (Powerstage)              | 23,37 km                           | 1. Sébastien Ogier 2. Kalle Rovanperä 3. Thierry Neuville 4. Elfyn Evans 5. Ott Tänak | 16:34.6 16:38.6 16:39.2 16:42.4 16:50.6 | Ott Tänak        |